# Iuka (Misisipi)
Iuka es una ciudad del Condado de Tishomingo, Misisipi, Estados Unidos. Según el censo de 2000 tenía una población de 3.059 habitantes y una densidad de población de 122.3 hab/km².

## Demografía
Según el censo de 2000, había 3.059 personas, 1.325 hogares y 809 familias residiendo en la localidad. La densidad de población era de 122,3 hab./km². Había 1.550 viviendas con una densidad media de 62,0 viviendas/km². El 91,14% de los habitantes eran blancos, el 7,09% afroamericanos, el 0,23% amerindios, el 0,16% asiáticos, el 0,59% de otras razas y el 0,78% pertenecía a dos o más razas. El 1,21% de la población eran hispanos o latinos de cualquier raza.
Según el censo, de los 1.325 hogares en el 25,0% había menores de 18 años, el 44,8% pertenecía a parejas casadas, el 13,4% tenía a una mujer como cabeza de familia, y el 38,9% no eran familias. El 36,9% de los hogares estaba compuesto por un único individuo, y el 17,4% pertenecía a alguien mayor de 65 años viviendo solo. El tamaño promedio de los hogares era de 2,13 personas y el de las familias de 2,77.
La población estaba distribuida en un 19,5% de habitantes menores de 18 años, un 7,4% entre 18 y 24 años, un 23,4% de 25 a 44, un 23,7% de 45 a 64, y un 26,1% de 65 años o mayores. La media de edad era 45 años. Por cada 100 mujeres había 76,9 hombres. Por cada 100 mujeres de 18 años o más, había 72,1 hombres.
Los ingresos medios por hogar en la localidad eran de 24.082 dólares ($), y los ingresos medios por familia eran 36.863 $. Los hombres tenían unos ingresos medios de 30.449 $ frente a los 20.658 $ para las mujeres. La renta per cápita para la ciudad era de 17.261 $. El 20,4% de la población y el 16,0% de las familias estaban por debajo del umbral de pobreza. El 26,6% de los menores de 18 años y el 15,4% de los habitantes de 65 años o más vivían por debajo del umbral de pobreza.

## Geografía
Según la Oficina del Censo de los Estados Unidos, la localidad tiene un área total de 25,0 km², todos ellos correspondientes a tierra firme.